# Pavlovci (Serbia)
Pavlovci (cyr. Павловци) – wieś w Serbii, w Wojwodinie, w okręgu sremskim, w gminie Ruma. W 2011 roku liczyła 393 mieszkańców.